# طريق ذو اتجاه وحيد
الطريق ذو الاتجاه الوحيد أو الطريق أحادي الاتجاه هو طريق أو شارع باتجاه واحد لتسهيل حركة المرور في اتجاه واحد فقط، أو مصمم لتوجيه المركبات للتحرك في اتجاه واحد. عادةً ما تؤدي الشوارع ذات الاتجاه الواحد إلى زيادة تدفق حركة المرور حيث قد يتجنب السائقون مواجهة حركة المرور المعاكسة أو المنعطفة. قد لا يحب السكان الشوارع ذات الاتجاه الواحد بسبب المسار العادي المطلوب للوصول إلى وجهة معينة، واحتمال السرعات العالية التي تؤثر سلبًا على سلامة المشاة. حتى أن بعض الدراسات تتحدى الدافع الأصلي للشوارع ذات الاتجاه الواحد، حيث أن الطرق العادية تلغي السرعات العالية المزعومة.